# Eupatoria (Ponto)
Eupatoria (en griego antiguo, Εὐπατορία) o Magnópolis (en griego, Μαγνόπολις) era una ciudad helenística en el Reino del Ponto. La ciudad fue fundada por Mitrídates VI Eupator justo al sur de donde el río Lycus desemboca en el Iris, en el extremo oeste del fértil valle de Phanaroea, probablemente en o cerca de la aldea de Çevresu, distrito de Erbaa, provincia de Tokat.
Eupatoria era el lugar de encuentro de dos grandes vías a través del Ponto: la este-oeste de Armenia Menor a Bitinia y la norte-sur desde Amisus hasta Cesarea Mazaca. La vía de este a oeste seguía el valle del Lycus desde Armenia Menor hasta Phanaroea, continuaba por las montañas por el río Destek a Laodicea Pontica (la moderna Ladik), el río Halis (Kızılırmak) y el río Amnias (Gökırmak) a través de Paflagonia hasta Bitinia; la vía de norte a sur iba desde Amisus (actual Samsun) hasta el río Iris y Amaseia (Amasya), Zela (Zile), hasta la meseta de Anatolia y Cesarea Mazaca (Kayseri).
Pompeyo volvió a fundar la ciudad con el nombre de Magnópolis y extendió su territorio hasta incluir la llanura de Phanaroea occidental. Estrabón visitó la ciudad.